# 顏伯駿
顏伯駿（1985年3月24日—），綽號「小光」，台灣設計師。現為三頁文設計公司創辦人暨藝術總監。曾參與多位知名歌手唱片設計、2018年金曲獎、2024年文化奧運台灣館等視覺統籌。

## 生平
高中就讀建國高中，高二時在校內創立另類音樂社，引發其往藝術文化的職涯志向。大學就讀輔仁大學應用美術系。研究所就讀實踐大學時尚與媒體研究所。
2017至2020年，顏伯駿連續為四屆金曲獎統籌視覺設計。
2020年，顏伯駿參與美感細胞教科書計畫，擔任小學三年級的自然課本設計。
2024年，顏伯駿擔任巴黎奧運-文化奧運台灣館主視覺設計，結合Emoji、雙V表達雙贏意涵；中華民國第16任總統副總統就職典禮主視覺設計，以四色代表自由、民主、自信及友善，呈現「台灣交織」的視覺概念。